# Щербатов, Алексей Петрович
Князь Алексе́й Петро́вич Щерба́тов (1750—1811) — русский генерал, герой русско-турецких войн из рода Щербатовых. Племянник историка М. М. Щербатова и брат сенатора П. П. Щербатова.

## Биография
Сын гвардии капитана князя Петра Михайловича Щербатова от его брака с Наталией Павловной Балк-Полевой. Дед его по отцу генерал-майор князь М. Ю. Щербатов имел большое влияние при дворе и занимал должность губернатора Архангельской губернии; дед по матери — генерал П. Ф. Балк-Полевой был сенатором и камергером. Образование получил в Московском университете. В 1759 г. он был записан на службу юнкером в коллегию Иностранных дел, а в 1765 г. произведён в армию поручиком.
По открытии войны с Оттоманской Портой Щербатов первые две кампании служил с похвалой при генерал-поручике графе Остермане, а третью кампанию находился в армии князя Долгорукова, причём за отличие при покорении Арабата произведён был в секунд-майоры. В 1773 г. за усердие и храбрость, оказанные в разных делах, он был пожалован в премьер-майоры, потом по старшинству произведён в 1779 г. в подполковники и в 1786 г. в полковники. По открытии второй Турецкой войны Щербатов находился на Кавказе, где, начальствуя драгунским полком, в течение 1788 г. имел многочисленные стычки с горцами, неоднократно разбивал и поражал их, за что 26 ноября 1788 г. награждён был орденом св. Георгия 4-го класса (№ 554 по списку Григоровича — Степанова).
В 1790 г., 16 октября, имея под начальством своим драгунский полк и 600 казаков, Щербатов напал на абазинцев, скопившихся у деревни Кайчукогабле, превозмог отчаянное сопротивление и рассыпал их по лесам. Предав все огню, он на возвратном походе встретил в одной теснине 3000 горцев, осмелившихся заградить ему путь; Щербатов ударил на них штыками, разогнал и положил на месте 280 человек. За это дело он получил орден св. Владимира 3-й степени.
Во время приступа к Анапе, 22 июня 1791 г., когда 8000 турецкой и черкесской конницы устремились напасть в тыл атакующих, Щербатов, находясь при резерве, немедленно двинулся вперед, ударил на неприятеля, обуздал его и споспешествовал к поражению его, за что награждён был золотой шпагой с надписью «За храбрость». В том же году он по старшинству произведён был в бригадиры.
За Польскую кампанию 1792 г., в которой Щербатов показал всё своё искусство и предприимчивость, он пожалован был орденом св. Владимира 2-й степени и 2 сентября 1793 г. произведён в генерал-майоры. Участник подавления Есауловского бунта на Дону в 1792—1794 гг.. При императоре Павле І Щербатов был отставлен от службы, и вскоре скончался.

## Семья

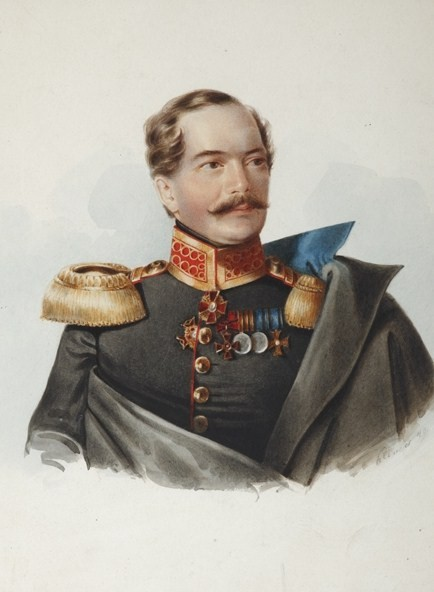
Князь Дмитрий Алексеевич Щербатов

Жена — Анна Ивановна Нарышкина (ум. 1810), дочь полковника Ивана Ивановича Нарышкина (1739—1800) от его брака с Еленой Николаевной Юшковой (1746—1829). По словам современницы, смолоду Анна Ивановна была замечательно красива, очень светская, кокетливая и весьма легкомысленная. Счастливый случай свел её с немолодым и некрасивым князем Щербатовым. Она вышла за него замуж, и её словно подменили. Спокойствие и рассудительность князя в короткий срок превратили её в примернейшую из жен. Жила очень замкнуто в своем поместье Высокиничи в Тарусском уезде. В браке имела детей:
- Наталья (ум. после 1872), замужем (с 11.05.1824) за С. С. Мельгуновым (1794—1839).
- Дмитрий (1805—1853), сослуживец Лермонтова по лейб-гвардии Гусарскому полкау, генерал-майор (1847). Был женат на княжне Прасковье Александровне Щербатовой, сестре известной красавицы Анны Александровой.
- Елена (1808—1888), замужем за сенатором И. Н. Толстым.